# Professor Kist
Professor Cuthbert Kist (Engels: Professor Cuthbert Binns) is een personage uit de boekenreeks over Harry Potter van de Britse auteur Joanne Rowling.
Professor Kist is leraar Geschiedenis van de Toverkunst en het enige spook dat les geeft aan Zweinsteins Hogeschool voor Hekserij en Hocus-Pocus.
In de boeken is Kist een spook en wordt er gezegd dat hij, als stokoude en verschrompelde man, op een avond in slaap gevallen is voor het haardvuur in de docentenkamer van Zweinstein en de volgende ochtend gewoon zijn lichaam had achtergelaten toen hij was opgestaan om les te geven en door het schoolbord was komen zweven. Er wordt weleens gezegd dat hij het nooit gemerkt heeft dat hij ooit was gestorven. Hij staat bekend om zijn oersaaie en slaapverwekkende lessen, waarin hij met monotone stem onophoudelijk historische namen en feiten voorleest uit zijn aantekeningen, waardoor hij de namen van de studenten niet eens kent. Vaak doen zijn leerlingen geen moeite om aantekeningen te maken, Hermelien Griffel niet meegerekend, en zitten ze zich te pletter te vervelen of vallen ze in slaap.
Professor Kist komt niet in de Harry Potterfilms voor. Zijn cruciale uitleg over de Geheime Kamer in de boeken wordt in de film door Professor Anderling gedaan.